# متعب مجرشي
متعب مجرشي لاعب كرة قدم سعودي ، يلعب حالياً في نادي القوس.

## مسيرة اللاعب
مثل سابقاً أندية حطين و أولمبي الفيصلي و المزاحمية و الوطني و الوشم و التهامي و القوس.